# Shannon O'Neill (femme politique)
Pour les articles homonymes, voir Shannon O'Neill et O'Neill.
Shannon Edith O'Neill  (13 août 1936-12 juin 2024), est une femme politique canadienne de la Colombie-Britannique. Elle est députée provinciale néo-démocrate de la circonscription britanno-colombienne de Shuswap de 1991 à 1996,
O'Neill meurt à la Shuswap Lake General Hospital en juin 2024 à l'âge de 87 ans.